# Église de Tous-les-Saints de Bakhmout
L’église de Tous-les-Saints (russe : Всехсвятский храм, храм Всех Святых ; ukrainien : Всіхсвятський храм) est un édifice religieux orthodoxe situé à Bakhmout.

## Histoire
Une église en bois est construite à cet emplacement : elle est consacrée le 20 janvier 1792. En 1893, à la place de cette première église est construit un édifice type en pierre. L’église ferme plusieurs fois durant l’époque soviétique et son activité reprend véritablement dans les années 1990.

Logotype de la paroisse.

Au cours de l’invasion de l’Ukraine par la Russie, en mars 2022, les sous-sols de l’église (comme ceux de trois autres de la ville) servent d’abri antiaérien.